# بوب تورنر (لاعب كرة قدم أسترالية)
بوب تورنر (بالإنجليزية: Bob Turner)‏ هو لاعب كرة قدم أسترالية أسترالي، ولد في 21 يونيو 1936.

## وصلات خارجية
- بوب تورنر على موقع AustralianFootball.com (الإنجليزية)
- بوب تورنر على موقع AFLtables.com (الإنجليزية)